# Eau virtuelle
L’eau virtuelle est la quantité d’eau nécessaire à la fabrication de biens de consommation ou intermédiaires. Ce concept est associé à celui d'empreinte eau et est analogue à celui d'énergie grise.
Cette estimation donne également, quand il s’agit de besoins en eau pure qui ne sera pas réutilisable ensuite sans traitement, un minorant de la quantité d’énergie nécessaire pour les produire, puisqu’en régime permanent[pourquoi ?] cette eau pure ne peut provenir que d’un processus d’évaporation[réf. nécessaire] dont on connait la consommation en énergie.

## Utilisation du concept
Daniel Zimmer, directeur du Conseil mondial de l’eau affirme :

« Consommer un kilogramme de blé, c’est aussi, dans les faits, consommer le millier de litres d’eau qu’il a fallu pour faire pousser cette céréale. Manger un kilogramme de bœuf, c’est aussi consommer les 13 000 litres d’eau qui ont été nécessaires pour produire cette quantité de viande. Ce volume correspond à ce que nous appelons l’eau cachée, ou virtuelle. C’est parce qu’ils ne sont pas conscients de ce phénomène que tant d’êtres humains emploient cette ressource en aussi grande quantité. »

« Les différences dans l’utilisation de cette eau virtuelle sont frappantes d’un continent à l’autre. Si, en Asie, on en consomme en moyenne 1 400 litres par jour et par habitant, ce chiffre avoisine les 4 000 litres en Europe et en Amérique du Nord. Environ 70 % de l’eau utilisée par les activités humaines sont consacrés à sa production alimentaire. »

« Parmi les principaux importateurs nets d’eau virtuelle, on peut citer le Sri Lanka, le Japon, les Pays-Bas, la Corée du Sud, la Chine, l’Espagne, l’Égypte, l’Allemagne et l’Italie. »

## Quelques ordres de grandeur
D’après le Conseil mondial de l'eau, la quantité d'eau nécessaire pour produire divers types de nourriture varie considérablement selon le type de production : 790 litres pour 1 kg de lait, 1 160 litres pour 1 kg de blé, 1 400 litres pour 1 kg de riz, 4 600 litres pour 1 kg de porc et 13 500 litres pour 1 kg de bœuf.

## Dans les relations internationales
L'eau virtuelle joue un rôle dans les échanges entre pays, notamment de produits agricoles. En effet, un pays dont les ressources d'eau sont faibles n'a pas intérêt à exporter des produits, par exemple des fruits ou de la viande, dont la production requiert une grande quantité d'eau. La Jordanie et Israël orientent ainsi certaines de leurs exportations en fonction de l'eau consommée. Le Conseil mondial de l'eau tente d'évaluer les flux mondiaux d'eau virtuelle. D'après les calculs de Hoekstra et al. en 2003, le continent américain, l'Asie du Sud-Est et l'Océanie seraient les principaux exportateurs d'eau virtuelle, les importateurs les plus importants étant l'Afrique du Nord, l'Europe de l'Ouest et l'Asie centrale et du Sud. 
Le choix de développer des cultures gourmandes ou, à l'inverse, économes en eau, par exemple en vue de l'exportation, peut avoir des conséquences importantes sur le plan géopolitique lorsqu'un pays occupe la partie amont d'un bassin fluvial. Les pays situés en aval recevront en effet plus ou moins d'eau selon le type de culture ou d'exploitation de ses terres que le pays en amont aura décidé d'adopter. L'idée d'eau virtuelle doit donc être prise en compte dans les coopérations régionales entre pays.
En 2008, le Royaume-Uni est le sixième plus grand importateur net d'eau au monde derrière le Brésil, le Mexique, le Japon, la Chine et l'Italie. Seulement 38 % de la consommation totale d'eau du Royaume-Uni provient de ses propres ressources; le reste dépend des systèmes d’eau d’autres pays, dont certains font déjà face à de graves pénuries. Les Britanniques consomment en eau potable environ 150 litres par personne, mais ils consomment environ 30 fois plus d'eau virtuelle (4 645 litres par personne par jour), utilisée dans la production d'aliments et de textiles importés. Des quantités énormes de denrées alimentaires et de coton y sont consommés, cultivés dans les régions les plus sèches du monde où les ressources en eau sont déjà très sollicitées. Le WWF identifie l’Espagne, les pays d’Afrique du Nord, notamment l’Égypte et le Maroc, l’Afrique du Sud, Israël, le Pakistan et l’Ouzbékistan comme les pays confrontés à stress hydrique aigu fournissant au Royaume-Uni des exportations substantielles en eau.
La Thaïlande est le pays qui exporte le plus d'eau virtuelle, particulièrement à travers le riz.
Le Belge consommerait 7 400 litres par personne par jour, dans des produits d’importation tels que coton, café, soja et blé.